# Euphysa monotentaculata
Euphysa monotentaculata är en nässeldjursart som beskrevs av Zamponi 1983. Euphysa monotentaculata ingår i släktet Euphysa och familjen Euphysidae. Inga underarter finns listade i Catalogue of Life.